# ミールザー・ヒズル・スルターン
ミールザー・ヒズル・スルターン（Mirza Khizr Sultan, 1834年 - 1857年9月22日）は、北インド、ムガル帝国の第17皇帝バハードゥル・シャー2世の15男。

## 生涯
1834年、ムガル帝国の皇帝バハードゥル・シャー2世とその側室ラヒーム・バフシュ・バーイーとの間に生まれた。
1857年5月、インド大反乱が勃発すると、同月にミールザー・ヒズル・スルターンはデリーにおける歩兵大佐に任命された。
同年9月22日、ミールザー・ヒズル・スルターンは反乱終結後にデリーから護送中、護送を担当していたウィリアム・ホドソンによって、兄のミールザー・ムガル、甥のミールザー・アブー・バフトとともに殺害された。